# Cyrestis thyonneus
Cyrestis thyonneus är en fjärilsart som beskrevs av Pieter Cramer 1782. Cyrestis thyonneus ingår i släktet Cyrestis och familjen praktfjärilar. Inga underarter finns listade i Catalogue of Life.

## Bildgalleri

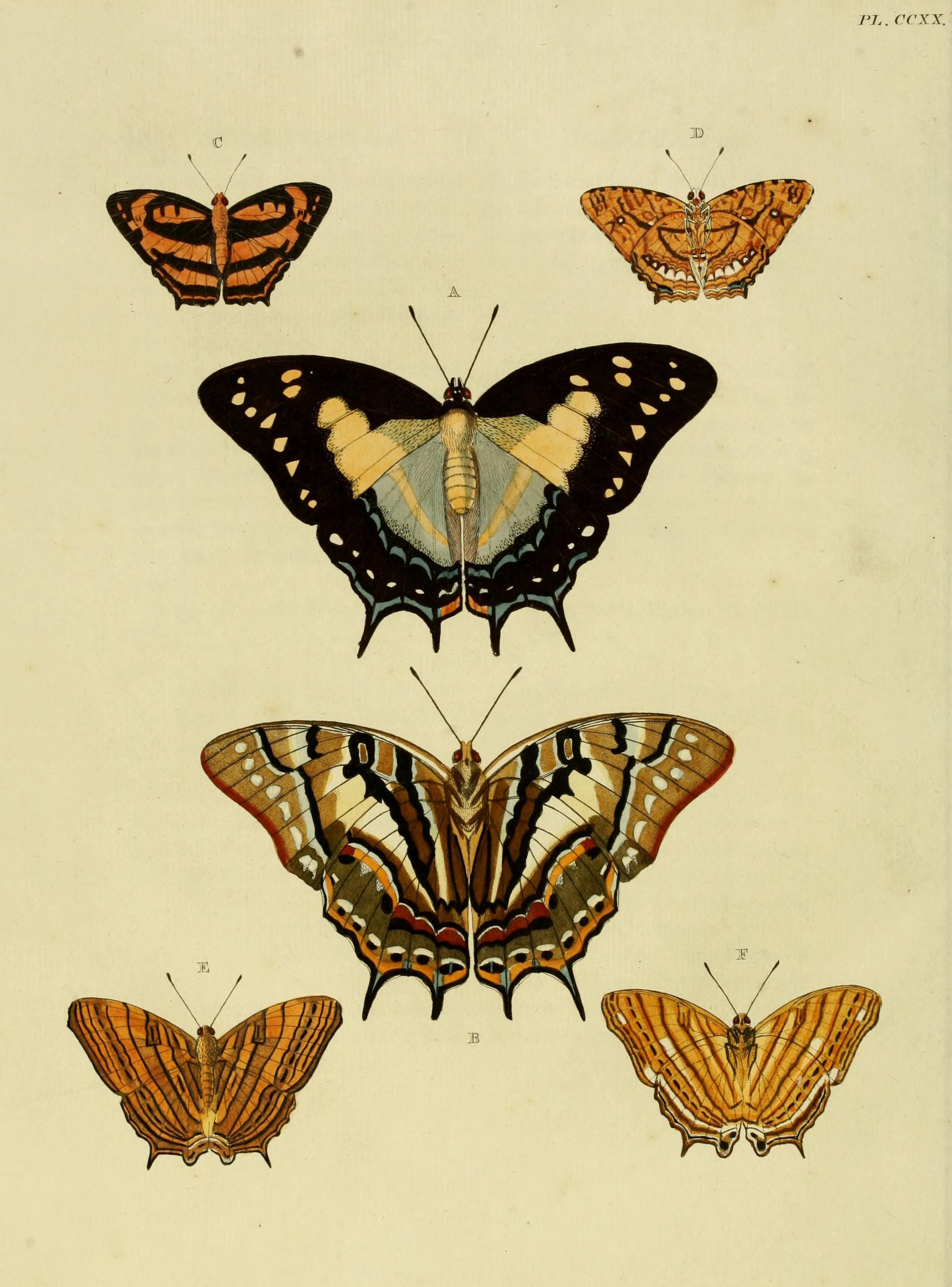
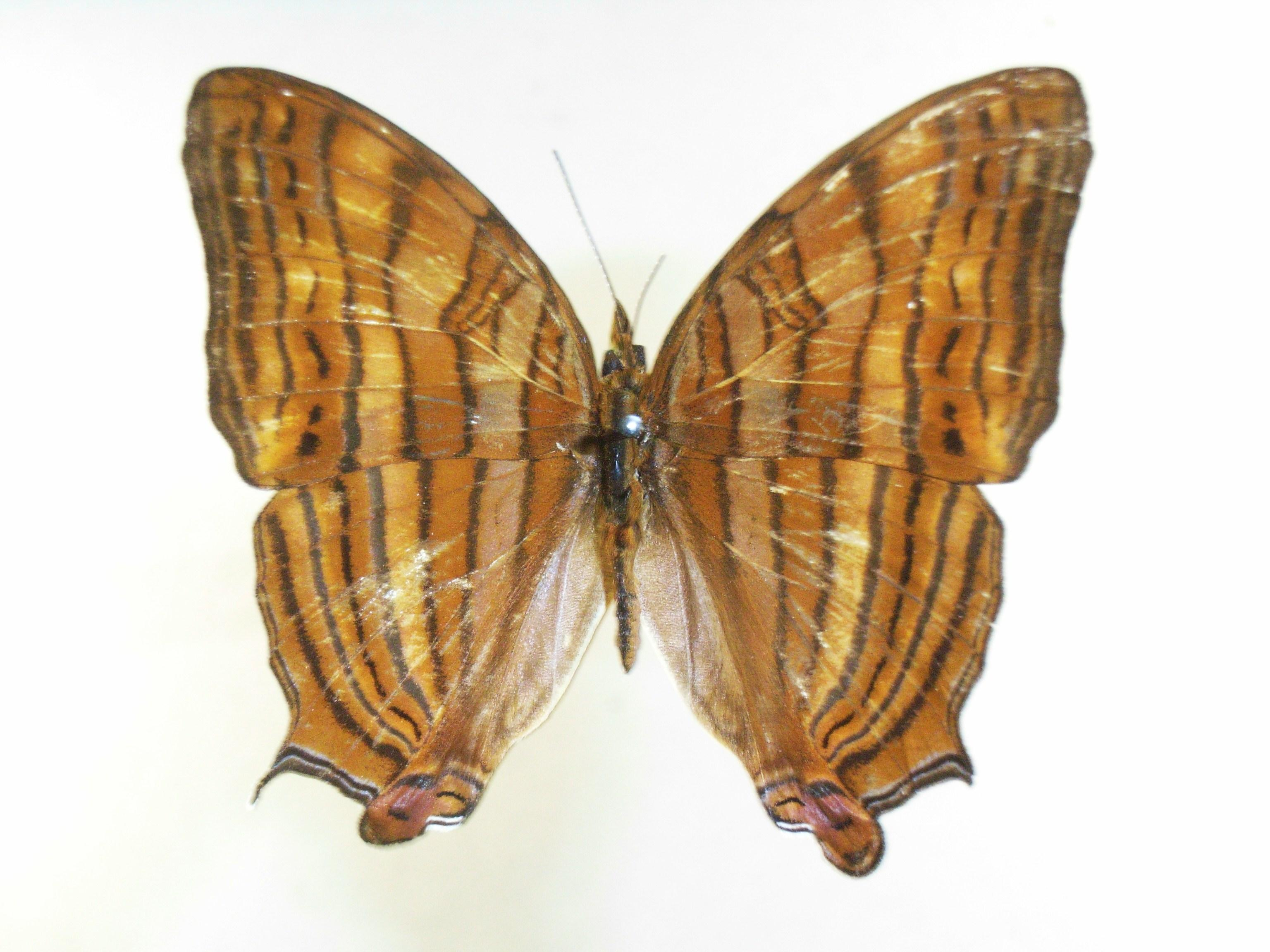